# Euphorbia bottae
Euphorbia bottae ist eine Pflanzenart aus der Gattung Wolfsmilch (Euphorbia) in der Familie der Wolfsmilchgewächse (Euphorbiaceae).

## Beschreibung
Die sukkulente Euphorbia bottae bildet reich verzweigte Sträucher aus. An den dünnen, bis 30 Zentimeter langen Trieben werden kurzlebige, linealisch-lanzettliche und bis 6 Millimeter lange Blätter ausgebildet.
Der Blütenstand besteht aus endständigen Cymen, die in ein- bis vierstrahligen Dolden an bis 2 Zentimeter langen Stielen stehen. An den Stielen werden jeweils zwei längliche Tragblätter ausgebildet. Die Cyathien werden etwa 8 Millimeter groß und die eiförmigen Nektardrüsen stehen einzeln. Die deutlich gelappte Frucht wird etwa 1 Zentimeter groß. Die eiförmigen Samen sind glatt und besitzen ein kleines Anhängsel.

## Verbreitung und Systematik
Euphorbia bottae ist im Süden der Arabischen Halbinsel verbreitet.
Euphorbia bottae gehört zur Sektion Aphyllis der Untergattung Esula. Die Erstbeschreibung der Art erfolgte 1862 durch Pierre Edmond Boissier. Ein nomenklatorisches Synonym ist Tirucallia bottae (Boiss.) P.V.Heath (1996).